# Henefer
Henefer – miasto w Stanach Zjednoczonych, w stanie Utah, w hrabstwie Summit.